# Josef Behrens
Josef Behrens (* 7. November 1890 in München; † 22. Juli 1947 in Schlehdorf) war ein deutscher Ingenieur und Erfinder, dessen Arbeiten vor allem in den Bereichen Kinematographie, Optik, Fototechnik und Maschinenbau zu weltweiten Neuerungen auf diesen Gebieten führten. Enge Zusammenarbeit mit führenden Persönlichkeiten aus dem filmischen Bereich, wie beispielsweise mit dem bekannten Kameramann Fritz Arno Wagner, führten zu Produktionen, die in die Filmgeschichte eingingen.

## Leben
Josef Behrens war der Sohn des Architekten, Malers, Designers und Typografen Peter Behrens und dessen Frau Lilli, geborene Krämer, sowie der Vater des Architekten, Stadtplaners und Designers Till Behrens. Die Modejournalistin Petra Fiedler war seine Schwester.

## Leistungen
Kinematografie
Josef Behrens erfand die Rückprojektion und ließ sich das Verfahren 1918 patentieren. Renommierte Beispiele für den frühen Einsatz von Rückprojektionen finden sich im Film Metropolis von Fritz Lang. Als der Farbfilm aufkam, entwickelte Behrens das Verfahren weiter und meldete es 1935 beim damaligen Reichspatentamt an.
Optik
Zahlreiche optotechnische Neuerungen gelten als Behrens’ Erfindungen, beispielsweise der Projektograf (Vorläufer heutiger Fotokopierer), das optische Zeichengerät und das optische Flächenchiffriergerät.
Maschinenbau
Behrens erfand Unterwassertreibvorrichtungen für Wasserfahrzeuge oder Kettenwasserfahrzeuge. Einige seiner Erfindungen können als Vorläufer heutiger maschineller Konstruktionen gelten.